# Michał Tomza
Michał Józef Tomza (ur. 1987) – polski fizyk i chemik, profesor nauk fizycznych w Instytucie Fizyki Teoretycznej Wydziału Fizyki Uniwersytetu Warszawskiego. Specjalizuje się w fizyce i chemii ultrazimnej materii, w tym teorii oddziaływań i zderzeń ultrazimnych atomów, jonów i cząsteczek.

## Życiorys
Absolwent Społecznego Liceum Ogólnokształcącego w Żarach. W okresie licealnym stypendysta Krajowego Funduszu na rzecz Dzieci oraz zdobywca srebrnego medalu na Międzynarodowej Olimpiadzie Chemicznej w Korei Południowej w 2006.
Studia magisterskie ukończył w Kolegium Międzywydziałowych Indywidualnych Studiów Matematyczno-Przyrodniczych Uniwersytetu Warszawskiego, gdzie z wyróżnieniem obronił pracę magisterską z chemii w 2009. Następnie odbył studia doktorskie w systemie cotuttele na Wydziale Chemii UW oraz w Instytucie Fizyki Uniwersytetu w Kassel w Niemczech. W 2014 obronił z wyróżnieniem pracę doktorską pt. Dynamika i kontrola kwantowa ultrazimnych cząsteczek w polach zewnętrznych. Promotorami byli Robert Moszyński oraz Christiane Koch. Staż podoktorski w latach 2014–2016 odbył w Instytucie Nauk Fotonicznych w Barcelonie w Hiszpanii, gdzie pracował w grupie badawczej Macieja Lewensteina. Od 2016 jest zatrudniony na UW, najpierw w Centrum Nowych Technologii a następnie od 2017 na Wydziale Fizyki. W 2020 uzyskał stopień doktora habilitowanego nauk fizycznych na podstawie cyklu publikacji pt. Oddziaływania i zderzenia pomiędzy ultrazimnymi atomami, jonami i cząsteczkami.  W 2022 został członkiem Akademii Młodych Uczonych Polskiej Akademii Nauk na kadencję 2022-2026. W 2024 uzyskał tytuł profesora nauk ścisłych i przyrodniczych w dyscyplinie nauki fizyczne.
Odbył szereg staży naukowych m.in. na Uniwersytecie w Granadzie, Uniwersytecie Kolumbii Brytyjskiej w Vancouver, Uniwersytecie Harvarda, Uniwersytecie Kolorado w Boulder, Uniwersytecie Kalifornijskim w Santa Barbara, Uniwersytecie w Innsbrucku oraz California Institute of Technology.
Swoje prace naukowe publikował m.in. w czasopismach naukowych takich jak Nature, Nature Physics, Nature Communications, Reviews of Modern Physics, Physical Review Letters oraz Physical Review A.

## Osiągnięcia i wyróżnienia
Zdobywca grantów naukowych ERC Starting z Europejskiej Rady ds. Badań Naukowych, Sonata, Sonata Bis i Opus z Narodowego Centrum Nauki oraz Homing i First Team z Fundacji na rzecz Nauki Polskiej. 
Laureat Nagrody im. Prof. Jacka Rychlewskiego za najlepszą pracę magisterską z chemii kwantowej w Polsce w 2011 przyznanej przez Polskie Towarzystwo Chemiczne. Zdobywca stypendiów START z Fundacji na rzecz Nauki Polskiej w latach 2014 oraz 2015 (z wyróżnieniem). Laureat Nagrody (III stopnia) im. prof. Wojciecha Świętosławskiego w 2015 przyznanej przez Oddział Warszawski Polskiego Towarzystwa Chemicznego. Zdobywca Stypendium dla Wybitnych Młodych Naukowców na lata 2016–2019 przyznawanego przez Ministerstwo Nauki i Szkolnictwa Wyższego. Zwycięzca konkursu Falling Walls Lab Warsaw w 2017. Finalista Nagród Naukowych Tygodnika "Polityka" w 2019. Zdobywca Nagrody im. Rektora Stefana Pieńkowskiego i Rektora Grzegorza Białkowskiego w 2020 przyznanej przez Dziekana Wydziału Fizyki Uniwersytetu Warszawskiego. Laureat Nagrody Naukowej Narodowego Centrum Nauki w obszarze nauk ścisłych i technicznych w 2020. Zdobywca stypendium Fulbright STEM Impact Award w 2020 przyznanego przez Polsko-Amerykańską Komisję Fulbrighta. Odznaczony Medalem Młodego Uczonego w 2020 przez Politechnikę Warszawską. Zdobywca Nagrody Prezesa Rady Ministrów w 2021 za wysoko ocenione osiągnięcia naukowe będące podstawą nadania stopnia doktora habilitowanego. Laureat Nagrody Naukowej im. Stefana Pieńkowskiego w dziedzinie fizyki z astronomią przyznanej przez Wydziału III Nauk Ścisłych i Nauk o Ziemi Polskiej Akademii Nauk w 2021.